# Bifidobacterium bifidum
Біфідобактерії біфідум (лат. Bifidobacterium bifidum) - вид грампозитивних анаеробних бактерій, що відносяться до роду біфідобактерії (лат. Bifidobacterium).
Ефекти від впливу Bifidobacterium bifidum на кишківник людини
Антидіарейний ефект Bifidobacterium bifidum заснований на тому, що вони є антагоністами широкого спектру патогенних ( сальмонели, золотистий стафілокок та ін.) І умовно патогенних мікроорганізмів.
Антитоксичну дію Bifidobacterium bifidum забезпечується швидким заселенням кишківника, відновленням нормальної мікрофлори, яка перешкоджає проникненню токсинів у внутрішнє середовище організму і, будучи природним біосорбентом, акумулює в значній кількості  токсичні речовини.  Біфідобактерії у високій концентрації активізують  травлення кишківника, синтез вітамінів і амінокислот, підсилюють захисну функцію кишківника і імунний захист організму.
Встановлено[ким?], що в фізіологічних умовах Bifidobacterium bifidum стимулюють моторику кишківника.
Результатами численних досліджень доведено ефективність Bifidobacterium bifidum, а також Bifidobacterium breve, Lactobacillus acidophilus, Lactobacillus rhamnosus GG в лікуванні і профілактиці рецидивуючих інфекцій дихального, урогенітального і шлунково-кишкового трактів.  Отримано переконливі дані про позитивну роль препаратів індигенної мікрофлори в лікуванні захворювань, асоційованих з Helicobacter pylori, як з позиції підвищення ефективності антигелікобактерної, так і в запобіганні повторного інфікування Helicobacter pylori в силу їх антагоністичної ролі, обумовленою конкуренцією за рецептори адгезії шлункового епітелію. Використання B. bifidum  може знизити ймовірність гострої діареї і ризик зараження кишковою паличкою, а також сприяє підтримці вагінального гомеостазу.  Мікробний баланс кишківника важливий для травної системи людини.  Деякі люди підтримують цей баланс тільки за допомогою дієти, тоді як інші приймають пробіотики, які є мікробними добавками.  Споживання молочних продуктів здається найбільш ефективним способом зберегти здорову флору кишківника.  B. bifidum - важливий мікроб кишківника.  Одне дослідження показує, що, оскільки твердий сир має більш високий pH, більш високий вміст жиру і твердіший, він більш ефективний в перенесенні прибутків, таких як B. bifidum Маніпуляції з кишковою флорою складні і можуть викликати взаємодію бактерій з господарем.   Хоча в цілому пробіотики вважаються безпечними, в деяких випадках їх використання викликає побоювання.  Деякі люди, наприклад, люди з ослабленою імунною системою, синдромом короткої кишки, центральними венозними катетерами, пороками серцевого клапана можуть мати більш високий ризик розвитку побічних ефектів. У рідкісних випадках вживання пробіотиків може викликати бактеріємію і сепсис.